# 24 г. пр.н.е.
24 (двадесет и четвърта) година преди новата ера (пр.н.е.) е обикновена година, започваща в четвъртък, петък или събота, или високосна година, започваща в петък по юлианския календар.

## Събития

### В Римската империя
- Консули на Римската империя са Октавиан Август (за X път) и Гай Норбан Флак.
- Страбон пътува нагоре по течението на река Нил заедно с Елий Гал, префект на Египет.[1]
- Безуспешна военна кампания на Елий Гал в Арабия Феликс.[2][3]